# Robot Hive/Exodus
Robot Hive/Exodus è il settimo album in studio del gruppo musicale rock statunitense Clutch, pubblicato nel 2005.

## Tracce
Testi e musiche dei Clutch, tranne dove indicato.
1. The Incomparable Mr. Flannery – 3:34
2. Burning Beard – 4:00
3. Gullah – 4:24
4. Mice and Gods – 3:55
5. Pulaski Skyway – 4:09
6. Never Be Moved – 4:04
7. 10001110101 – 5:00
8. Small Upsetters – 2:38
9. Circus Maximus – 3:42
10. Tripping the Alarm – 2:25
11. 10,000 Witnesses – 3:29
12. Land of Pleasant Living – 4:06
13. Gravel Road (testi: Mississippi Fred McDowell) – 5:18
14. Who's Been Talking? (Chester Burnett) – 3:46
15. Slow Hole to China (bonus track) – 3:20

## Formazione
- Neil Fallon – voce, chitarra, tastiere
- Tim Sult – chitarra
- Dan Maines – basso
- Jean-Paul Gaster – batteria
- Mick Schauer – organo, piano